# Hackelia velutina
Hackelia velutina är en strävbladig växtart som först beskrevs av Charles Vancouver Piper, och fick sitt nu gällande namn av Ivan Murray Johnston. Hackelia velutina ingår i släktet Hackelia och familjen strävbladiga växter. Inga underarter finns listade i Catalogue of Life.